# 야마다 안나
야마다 안나(일본어: 山田 杏奈 やまだ あんな[*], 2001년 1월 8일 ~ )는 일본의 배우이다.